# Seborga
Seborga es un municipio italiano de 362 habitantes de la provincia de Imperia. Se autoproclama como principado independiente (Principado de Seborga).

## Historia
Basándose en documentos históricos, en 1960 el jefe de una cooperativa agraria local, llamado Giorgio Carbone, crea la idea de una Seborga independiente de Italia. En 1963 es elegido como el jefe de Estado, y posteriormente llamado Príncipe Giorgio I de Seborga. En 1995 los vecinos votan a favor de una Constitución para el principado. Naturalmente, estas reivindicaciones no son reconocidas ni por Italia ni por la comunidad internacional.
Los descendientes de los fundadores de la ciudad - una pequeña minoría de la población - eligen un Príncipe, coadjunto de un consejo de 15 ministros, privados de cualquier poder efectivo. El municipio de Seborga, entre tanto, es parte integrante de Italia y sus ciudadanos eligen regularmente el Consejo Comunal y el Sindaco (Alcalde), y además a sus representantes al Consejo Provincial de Imperia, al Consejo Regional de Liguria y al Parlamento Italiano según las leyes italianas. En resumen, Seborga goza de los mismos servicios públicos que cualquier otro municipio italiano.
Es por ello que muchos ven en todo esto una forma de publicidad para el pueblo, ya que Seborga está siendo visitada en los últimos años por los medios de comunicación de masas y por muchos interesados de la originalidad del caso institucional.
Giorgio Carbone, que su autotitulaba "Su Tremendidad," cultivador de mimosas y soltero, murió en su pequeño reino el 25 de noviembre de 2009 sin dejar descendencia. 

### Argumentos para la independencia
El principal argumento para pedir la independencia es que Seborga fue un principado independiente hasta el 20 de enero de 1729, fecha en la cual Víctor Amadeo II, rey de Cerdeña, compra el principado. Desde Seborga se argumenta que esta compra nunca fue registrada por el reino sardo, por lo que el municipio se encuentra según ellos en una ambigüedad política. Además de esto, el Congreso de Viena de 1815 pasa por alto este municipio en la redistribución de los territorios europeos tras las guerras napoleónicas, e incluso en la unificación del reino de Italia (1861) no se menciona a Seborga.

## Economía
El Principado emite una moneda propia, el Luigino, sin valor legal, pero equivalente a 6 dólares.

## Evolución demográfica
| Gráfica de evolución demográfica de Seborga entre 1861 y 2001 |
|                                                               |
| Fuente ISTAT - elaboración gráfica de Wikipedia               |

## Administración municipal
- Alcalde: Enrico Ilariuzzi. Elegido el 16/05/11.

La policía municipal, análoga a la de cualquier otro municipio, es nombrada como Guardia. No existe una comisaría de los Carabinieri.